# 秋成郵便局
秋成郵便局（あきなりゆうびんきょく）とは新潟県中魚沼郡津南町にある郵便局である。民営化前の分類では無集配特定郵便局であった。

## 概要
住所：〒949-8311 新潟県中魚沼郡津南町中深見5650-3

## 沿革
- 1875年（明治8年）1月2日 - 中深見郵便局（五等）として開設[1]。
- 1880年（明治13年）9月1日 - 一旦廃止。同日、秋成郵便局（五等）として再設置。
- 1885年（明治18年）7月1日 - 秋成郵便受取所となる。その後、廃止。
- 1902年（明治35年）3月10日 - 再設置。
- 1902年（明治35年）12月16日 - 秋成郵便局となる。同日、貯金取扱を開始。
- 1970年（昭和45年）2月6日 - 和文電報配達事務を津南電報電話局に移管[2]。
- 2002年（平成14年）10月15日 - 集配業務を大割野郵便局に移管し、無集配局となる（〒949-8399→〒949-8311）。
- 2007年（平成19年）10月1日 - 民営化。
- 2012年（平成24年）10月1日 - 日本郵便株式会社発足。
- 2013年（平成25年）12月16日 - 津南町中深見甲2095-1から同町中深見5650-3に移転[3]。

## 取扱内容
- 郵便、印紙、ゆうパック、内容証明
- 貯金、為替、振替、振込、国債
- 生命保険、バイク自賠責保険
- ゆうちょ銀行ATM

## 周辺
- 津南町立中津小学校
- 沖ノ原遺跡
- 国道405号

## アクセス
- 南越後観光バス 中深見本村停留所下車
- 駐車場あり：2台